# Paradexamine maunaloa
Paradexamine maunaloa är en kräftdjursart som beskrevs av J. L. Barnard 1970. Paradexamine maunaloa ingår i släktet Paradexamine och familjen Dexaminidae. Inga underarter finns listade i Catalogue of Life.